# 真空電弧再熔煉
真空電弧再熔煉 （Vacuum arc remelting，常縮寫為VAR）是一種生產無論在機械性質或在化學性質都具有高度同質性的金屬錠的製程。 真空電弧再熔煉製程可用於煉製特用鋼材，或用於煉製醫院、航太等嚴苛應用環境所需的材料。

## 總覽與評價
用真空電弧再熔煉製程生產的材料通常必須用於高價值的應用，因為這項製程昂貴且曠日費時。一般的商用金屬或合金根本不需要這項一煉再煉的製程處理。鎳、鈦、特用鋼材才會常常用這種製程精煉。通常生產鈦合金需要一至三次的真空電弧再熔煉。
採用這種製程精煉金屬會有下列好處：
- 熔融材料的凝固速率可以被嚴格控管，這意味著材料凝固後的顯微組織（英语：Microstructure）也能連帶被高度控管，將金屬偏析最小化的能力也能大幅提升。
- 在真空狀態下，氣體雜質如氮、氧、氫等會從材料逸散至真空中。
- 材料中碳、硫、鎂等具有高蒸氣壓的雜質濃度會降低。
- 有效消除中線附近氣孔及偏析等情況
- 一些不能在大氣環境中冶煉的金屬，如鈦，可以用這種方法處理。

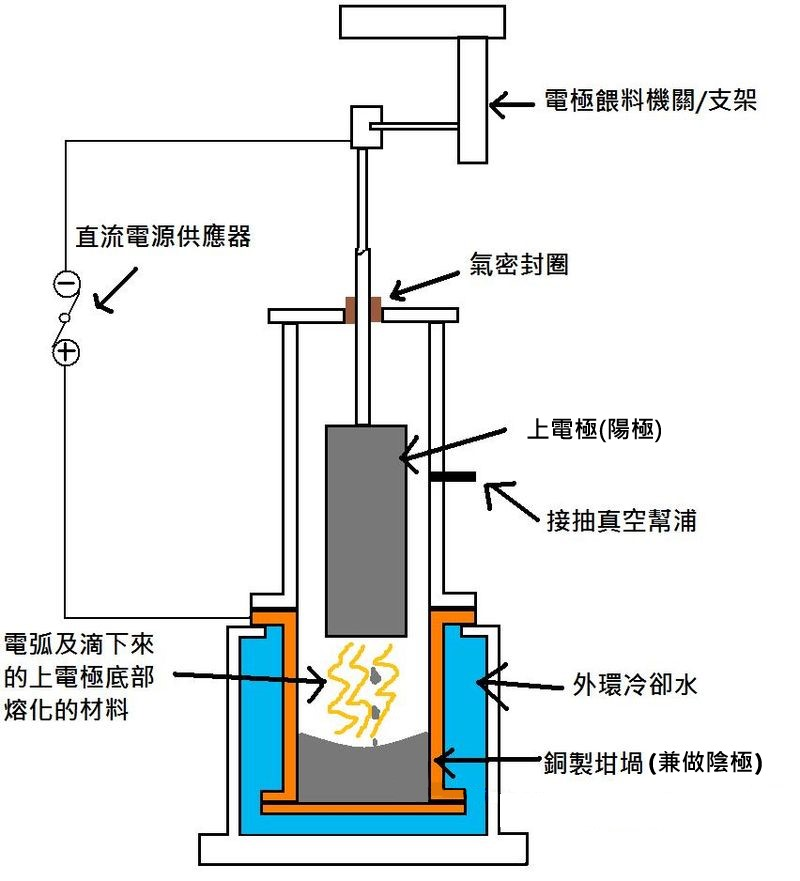
真空電弧再熔煉示意圖

## 製程
要真空電弧再熔煉的材料通常會先經過真空感應熔煉（VIM）或者盛鋼桶精煉作前處理，先將這些材料製成圓柱狀。接著將這些圓柱狀材料置入內部為冶金級真空(0.001—0.1 mmHg或0.1—13.3 Pa)的封閉大圓柱體坩堝當作上電極（固相，通常是陽極）。坩堝一般由銅製造，且外部以水包覆（水冷銅模的概念）以利控制冷卻時凝固的速率。同坩堝亦兼做下電極(通常是陰極)，接著將上電極向下移動靠近下電極，數千安培的直流電此時被通入上下兩電極之間，產生一連續之熔體。為了防止上電極與坩堝壁間產生電弧，坩堝半徑會比上電極半徑大。如此，上電極必須不斷往下移動才能確保整個過程持續進行，不然上電極底部會熔化成液相一直往下滴，而拉開兩電極間距。由此可見，整個製程主要控制的參數有電流大小、冷卻水、上下兩電極間距三樣。依前述之理，重覆該製程多次精煉時，上次煉完之錠，為下次精煉之電極。
理想上，整個製程中的熔融速率應該要維持一致，但實際上很難控制。這是因為複雜的熱傳導、熱對流（主要在液相）、熱輻射以及勞倫茲力產生的平流干擾所致。 確保熔池幾何、熔化速率維持一致對熔煉後的金屬性質極為關鍵。

## 材料與應用
真空電弧再熔煉製程可以對多種材料運用，然而有些材料一定要以此製程處理才能生產或才能用。以下列舉可用真空電弧再熔煉處理的材料：
- 鋼
  - 9310
  - 4340 & 4330+V
  - 300M
  - 304
  - 316
  - AF1410
  - Aermet（英语：Aermet） 100
  - M50
  - BG42
  - Nitralloy
  - 16NCD13
  - 35NCD16
  - HY-100
  - HY-180
  - HY-TUF
  - D6AC
  - 麻田散鐵時效鋼
  - UT-18
  - HP 9-4-30
- 鈦
  - Ti-6Al-4V（鈦-6鋁-4釩）
  - Ti-10V-2Al-3Fe
  - Ti-5Al-5V-5Mo-3Cr
- 因瓦合金
- 鎳鈦諾（英语：Nitinol）（一種鎳鈦形狀記憶合金）
- 鎳基超合金
  - 英高鎳合金
  - René 合金
  - RR1000
- 鋯
- 鈮
- 鉑
- 鉭
- 銠

值得注意的是，純鈦及絕大部分的鈦合金都需要真空電弧再熔煉兩、三次才能生產。鎳基超合金若要用於航太用途通常也需經此製程生產。用於核能應用的鋯與鈮合金也要通過真空電弧再熔煉。精煉純鉑、純鉭、純銠可用真空電弧再熔煉處理。

## 延伸閱讀
- A Related Recent Patent[永久]
- Britannica （页面存档备份，存于）